# San Luis Potosí
San Luis Potosí jedna je od 31 saveznih država Meksika, smještena u središnjem dijelu zemlje. Država se prostire na 63.068 km², u njoj živi 2.410.414 stanovnika (2009), glavni grad je istoimeni San Luis Potosí.
San Luis Potosí je okružena saveznim državama Coahuila na sjeveru, Nuevo León na sjeveroistoku, Tamaulipas i Veracruz na istoku, Hidalgo, Querétaro i Guanajuato na jugu i Zacatecas sjeverozapadu. 

## Općine
- Ahualulco
- Alaquines
- Aquismón
- Armadillo de los Infante
- Axtla de Terrazas
- Cárdenas
- Catorce
- Cedral
- Cerritos
- Cerro de San Pedro
- Charcas
- Ciudad del Maíz
- Ciudad Fernández
- Ciudad Valles
- Coxcatlán
- Ebano
- El Naranjo
- Guadalcázar
- Huehuetlán
- Lagunillas
- Matehuala
- Matlapa
- Mexquitic de Carmona
- Moctezuma
- Rayón
- Rioverde
- Salinas
- San Antonio
- San Ciro de Acosta
- San Luis Potosí
- San Martín Chalchicuautla
- San Nicolás Tolentino
- San Vicente Tancuayalab
- Santa Catarina
- Santa María del Río
- Santo Domingo
- Soledad de Graciano Sánchez
- Tamasopo
- Tamazunchale
- Tampacán
- Tampamolón Corona
- Tamuín
- Tancanhuitz
- Tanlajás
- Tanquián de Escobedo
- Tierra Nueva
- Vanegas
- Venado
- Villa de Arista
- Villa de Arriaga
- Villa de Guadalupe
- Villa de la Paz
- Villa de Ramos
- Villa de Reyes
- Villa Hidalgo
- Villa Juárez
- Xilitla
- Zaragoza